# Eleuterna
Eleuterna (en griego, Ἐλευθέρνα) es el nombre de una antigua ciudad griega de Creta.
Aunque los fragmentos de cerámica más antiguos que se han hallado en el sitio pertenecen al periodo minoico tardío IIIC, el asentamiento se desarrolló principalmente a partir del periodo protogeométrico.
Entre los restos arqueológicos encontrados en la zona destacan una necrópolis de los periodos geométrico y arcaico; muros del periodo helenístico, edificios de la época romana y una basílica paleocristiana.
Esteban de Bizancio dice que Eleuterna anteriormente había tenido otros nombres entre los que se encuentra Apolonia.
Polibio indica que en el siglo III a. C. declararon la guerra a Rodas por sospechar que habían asesinado a Timarco para favorecer a los de Cnosos.
Eleuterna es mencionada también en una lista de las ciudades cretenses citadas en un decreto de Cnosos de hacia los años 259/233 a. C. así como en la lista de las ciudades cretenses que firmaron una alianza con Eumenes II de Pérgamo en el año 183 a. C. y en la lista de 22 ciudades de Creta del geógrafo bizantino del siglo VI Hierocles.
Se conservan monedas acuñadas por Eleuterna fechadas desde aproximadamente los años 350 a. C. donde figura la inscripción «ΕΛΕΥΘΕΡ», «ΕΛΕΥΘΕΡΝΑΙΟΝ», «ΕΛΕΥΘΕΝΝΑΙΟΝ» o «ΕΛΕΥ».
En el año 67 a.  C. fue conquistada por el romano Quinto Cecilio Metelo Crético.